# (39221) 2000 YK8
2000 واي كي 8 (ويعرف أيضًا باسم (39221) 2000 واي كي 8 وفق تسمية الكوكب الصغير) (بالإنجليزية: 2000 YK8)‏ هو كويكب ضمن حزام الكويكبات؛ وترتيبه 39221 من حيث الاكتشاف.
اكتُشف هذا الجُرم الفلكي بواسطة Peter Kušnirák ‏ في 20 ديسمبر 2000.

## وصلات خارجية
- (39221) 2000 YK8 في قاعدة بيانات مختبر الدفع النفاث لأجرام النظام الشمسي الصغيرة

- الاكتشاف · مخطط المدار ·  العناصر المدارية · المعلمات المادية

- (39221) 2000 YK8 على موقع ويكي سكاي: DSS2, SDSS, GALEX, IRAS, Hydrogen α, X-Ray, Astrophoto, Sky Map, Articles and images